# Bumi Jaya (Candipuro)
Bumi Jaya is een bestuurslaag in het regentschap Lampung Selatan van de provincie Lampung, Indonesië. Bumi Jaya telt 3312 inwoners (volkstelling 2010).